# 112-es busz (Prága)
A prágai 112-es busz a Nádraží Holešovice metróállomás és a Prágai Állatkert között közlekedik. A 234-es, 235-ös és a 236-os busz mellett szolgálja ki az állatkertet, és az elsővel együtt az egyetlen, amely a Prága belsőbb kerületeiből indul.

## Útvonala
| Zoo Praha–Troja felé | Nádraží Holešovice felé                                                            |
| --- | ---------------------------------------------------------------------------------- |
| Nádraží Holešovice – Nádraží Holešovice (ul. Partyzánská) – Povltavská – Trojská – Kazanka – Čechova škola – Kovárna – Zoo Praha–Troja | Zoo Praha–Troja – Kovárna – Čechova škola – Kazanka – Trojská – Nádraží Holešovice |

## Megállóhelyei
| 0 | Nádraží Holešovice                   | 8 | C 156, 187, 201, 234, X94 1, 6, 14, 17, 25, 93 |
| 1 | Nádraží Holešovice (ul. Partyzánská) | – | 234, 187, X94 1, 6, 14, 17, 25, 93, 96, 97     |
| 3 | Povltavská                           | – | 234                                            |
| 4 | Trojská                              | 4 | 234 1, 6, 14, 17, 25, 93, 96, 97               |
| 4 | Kazanka                              | 3 | 234                                            |
| 5 | Čechova škola                        | 2 | 234                                            |
| 6 | Kovárna                              | 1 | 234                                            |
| 8 | Zoo Praha-Troja                      | 0 | 234                                            |